# Вижне
Вижне (пол. Wyżne) — село в Польщі, у гміні Чудець Стрижівського повіту Підкарпатського воєводства.
Населення — 1430 осіб (2011).
У 1975-1998 роках село належало до Ряшівського воєводства.

## Демографія
Демографічна структура станом на 31 березня 2011 року:
|          | Загалом | Допрацездатний вік | Працездатний вік | Постпрацездатний вік |
| -------- | ------- | ------------------ | ---------------- | -------------------- |
| Чоловіки | 694     | 141                | 496              | 57                   |
| Жінки    | 736     | 140                | 435              | 161                  |
| Разом    | 1430    | 281                | 931              | 218                  |